# Nic Kerdiles
Nicolas „Nic“ Kerdiles (* 11. Januar 1994 in Lewisville, Texas; † 23. September 2023 in Nashville, Tennessee) war ein US-amerikanischer Eishockeyspieler, der im Verlauf seiner aktiven Karriere zwischen 2010 und 2019 annähernd 200 Spiele in der American Hockey League (AHL) auf der Position des linken Flügelstürmers bestritten hat. Zudem absolvierte Kerdiles sieben Partien für die Anaheim Ducks in der National Hockey League (NHL), die ihn im NHL Entry Draft 2012 in der zweiten Runde ausgewählt hatten.

## Karriere
Kerdiles spielte bis zu seinem 16. Lebensjahr im unterklassigen Junioreneishockey im kalifornischen Los Angeles, ehe er im Sommer 2010 ins National Team Development Program (NTDP) des US-amerikanischen Eishockeyverbands USA Hockey wechselte. Dort war der Angreifer zwei Spielzeiten lang aktiv und nahm mit dem Mannschaften des Nachwuchsprogramms unter anderem am Spielbetrieb der United States Hockey League (USHL) teil. Die Spielzeit 2011/12 schloss das Talent als punktbester Spieler des gesamten NTDP ab und wurde folglich im NHL Entry Draft 2012 bereits in der zweiten Runde an 36. Stelle von den Anaheim Ducks aus der National Hockey League (NHL) ausgewählt.

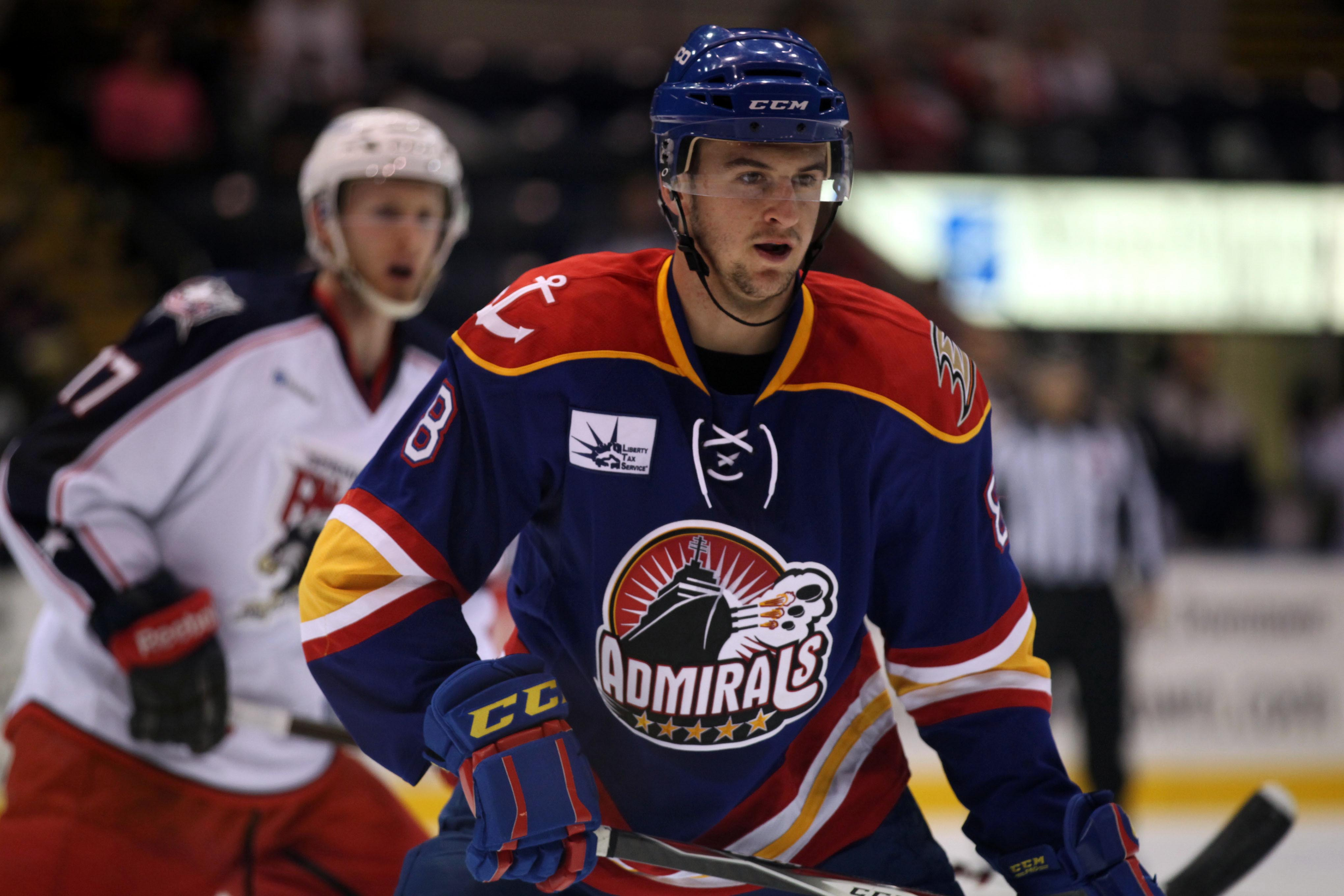
Kerdiles im Trikot der Norfolk Admirals (2014)

Bevor Kerdiles jedoch in den Profibereich wechselte, zog es den mittlerweile 18-Jährigen zwecks seiner akademischen Ausbildung an die University of Wisconsin–Madison. Dort verbrachte er zwei erfolgreiche Jahre, in denen er parallel zu seinem Studium für die Universitätsmannschaft Wisconsin Badgers im Spielbetrieb der National Collegiate Athletic Association (NCAA) auflief. In seinem ersten Jahr gewann der Stürmer mit dem Team zunächst die Divisionsmeisterschaft der Western Collegiate Hockey Association (WCHA) in Form des Whitelaw Cups. Daran hatte Kerdiles als wertvollster Spieler des Endturniers maßgeblichen Anteil. Im folgenden Jahr sicherte er sich mit den Badgers dann die Meisterschaft der Big Ten Conference, nachdem die WCHA zwischenzeitlich aufgelöst und die Universität einer anderen Division zugeteilt worden war.
Nach diesen zwei erfolgreichen Jahren brach Kerdiles sein Studium vorzeitig ab, als er im April 2014 einen NHL-Einstiegsvertrag mit einer Laufzeit von drei Jahren bei den Anaheim Ducks unterzeichnete. Durch den Wechsel ins Profitum war es dem US-Amerikaner nicht mehr erlaubt, im College-Eishockey zu spielen. Im restlichen Verlauf der Saison 2013/14 gab Kerdiles sein Debüt bei Anaheims Farmteam, den Norfolk Admirals, in der American Hockey League (AHL). Dort gelangen ihm in insgesamt 16 Spielen – inklusive der Playoffs – acht Scorerpunkte. Bei den Admirals verbrachte der Rookie auch die gesamte Spielzeit 2015/16, ehe er ab der Saison 2016/17 für Anaheims neuen AHL-Kooperationspartner San Diego Gulls auflief. Im Spieljahr 2016/17 kam Kerdiles schließlich zu seinem NHL-Debüt, als er in einer Partie der regulären Saison für die Ducks aufs Eis ging. In der Folge kamen vier weitere Einsätze im Rahmen der Stanley-Cup-Playoffs 2017 hinzu. Trotz seiner NHL-Einsätze und einer einjährigen Vertragsverlängerung gelang es ihm jedoch nicht, sich im Kader Anaheims zu etablieren und so verbrachte der Offensivspieler auch den Großteil der Saison 2017/18 bei den Gulls in der AHL. Für die Anaheim Ducks kam er lediglich zu zwei weiteren Einsätzen, ehe seine Transferrechte Ende Juni 2018 im Tausch für Chase De Leo an die Winnipeg Jets abgegeben wurden. Mit den Jets einigte sich Kerdiles zwei Monate später auf einen einjährigen Zwei-Wege-Vertrag mit Gültigkeit für die NHL und AHL. Nachdem er für deren Kooperationspartner Manitoba Moose in der Saison 2018/19 aber zu lediglich drei Einsätzen gekommen war, beendete der Stürmer seine aktive Karriere im Sommer 2019 im Alter von 25 Jahren vorzeitig.
Nach seinem Karriereende ließ sich Kerdiles mit seiner späteren Verlobten Savannah Chrisley in Nashville im US-Bundesstaat Tennessee nieder, wo er begann, als Immobilienmakler zu arbeiten. Kerdiles verstarb im September 2023 in seiner Wahlheimat an den Folgen eines Motorradunfalls im Alter von 29 Jahren.

### International
Für sein Heimatland spielte Kerdiles im Juniorenbereich bei zahlreichen internationalen Turnieren. So war er zunächst bei der World U-17 Hockey Challenge 2011 für das US-Team aktiv, das das Turnier auf dem zweiten Rang abschloss. Der Stürmer wurde am Turnierende in das All-Star-Team des Wettbewerbs berufen, nachdem er in fünf Spielen vier Punkte gesammelt hatte. In der Folge nahm er im selben Jahr an der U18-Junioren-Weltmeisterschaft 2011 teil, die die US-Amerikaner mit dem Titelgewinn in dieser Altersklasse abschlossen. Nachdem Kerdiles bei dieser Weltmeisterschaft noch eher als Ergänzungsspieler fungiert und lediglich zwei Torvorlagen zum Weltmeistertitel beigesteuert hatte, war er bei der erfolgreichen Titelverteidigung ein Jahr später einer der Führungsspieler. Mit neun Punkten in sechs Spielen war er Topscorer seiner Mannschaft und fünftbester Scorer unter allen Spielern.
Zwei Jahre später nahm Kerdiles auch an der U20-Junioren-Weltmeisterschaft 2014 teil, die mit dem Erreichen des fünften Platzes endete. Mit sieben Scorerpunkten war der Angreifer teamintern abermals punktbester Spieler.

## Erfolge und Auszeichnungen
| - 2013 Whitelaw-Cup-Gewinn mit der University of Wisconsin–Madison - 2013 WCHA Tournament MVP - 2013 WCHA All-Tournament Team | - 2014 B1G-Meisterschaft mit der University of Wisconsin–Madison - 2014 B1G Second All-Star Team |

### International
- 2011 Silbermedaille bei der World U-17 Hockey Challenge
- 2011 All-Star-Team der World U-17 Hockey Challenge
- 2011 Goldmedaille bei der U18-Junioren-Weltmeisterschaft
- 2012 Goldmedaille bei der U18-Junioren-Weltmeisterschaft

## Karrierestatistik

### International
Vertrat die USA bei:
- World U-17 Hockey Challenge 2011
- U18-Junioren-Weltmeisterschaft 2011
- U18-Junioren-Weltmeisterschaft 2012
- U20-Junioren-Weltmeisterschaft 2014

(Legende zur Spielerstatistik: Sp oder GP = absolvierte Spiele; T oder G = erzielte Tore; V oder A = erzielte Assists; Pkt oder Pts = erzielte Scorerpunkte; SM oder PIM = erhaltene Strafminuten; +/− = Plus/Minus-Bilanz; PP = erzielte Überzahltore; SH = erzielte Unterzahltore; GW = erzielte Siegtore; 1 Play-downs/Relegation; Kursiv: Statistik nicht vollständig)